# António Vitorino da França Borges (escritor)
António Vitorino da França Borges (Sobral de Monte Agraço, Reino de Portugal, 10 de janeiro de 1871 - Davos-Platz, Suíça, 5 de novembro de 1915) foi um funcionário público, jornalista, escritor, político, maçon e lutador pelos ideais republicanos em Portugal. Foi tio paterno do militar e político homónimo António Vitorino da França Borges (1901-1989).

## Biografia

### Primeiros anos
Nascido a 10 de janeiro de 1871, em Sobral de Monte Agraço, António Vitorino da França Borges era filho de António Ribeiro Borges (1815-1896), lojista e proprietário, natural da freguesia de Meda dos Mouros, concelho de Tábua, e de Cândida da Conceição Borges França (1837-?), natural da freguesia de São Salvador do Mundo, concelho de Sobral de Monte Agraço. Foram seus padrinhos de baptismo José Chistóvão França, médico-cirurgião de Coimbra e seu avô materno, e Isabel Maria da Conceição França, sua tia materna. Era irmão de José Cristóvão França Borges, comerciante, e tio de António Vitorino da França Borges (1901-1986), militar e político português.

### Casamento
Era casado com Amélia França Borges, ativista feminista e republicana, militante da Liga Republicana das Mulheres Portuguesas. Do seu casamento teve três filhos.

### Carreira e Ativismo

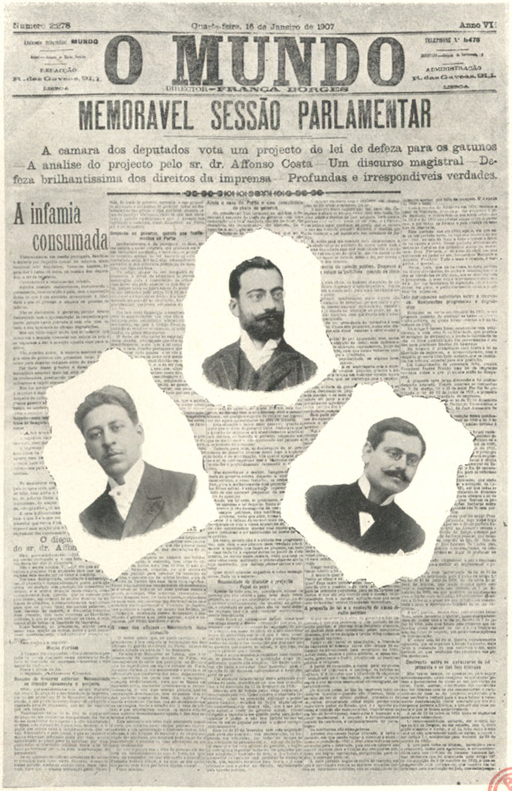
Imagem da capa de O Mundo com os retratos dos republicanos Luís Derouet, França Borges e Mayer Garção (Album Republicano, 1908)

Funcionário público e jornalista, colaborou em diversos periódicos, nomeadamente com os jornais Vanguarda, País, Defeza de Sobral de Monte Agraço, Neófito e A Lanterna, antes de fundar A Pátria. Escreveu vários textos contra a ditadura franquista, assinou com Heliodoro Salgado o panfleto "O Combate" e colaborou ocasionalmente com o semanário humorístico O Xuão  (1908-1910) e, no seguimento deste, O Zé (1910-1919).
Deputado do Partido Republicano Português, fundou em novembro de 1890 o jornal O Mundo (jornal), que dirigiu até à sua morte, utilizando-o como arma de ataque ou crítica ao regime monárquico português. Tornando-se consequentemente no órgão mais importante da propaganda republicana durante a última década do século XIX e a primeira do século XX, O Mundo funcionava essencialmente como órgão oficioso do Partido Republicano Português e, mais tarde, do Partido Democrático.
De ideais republicanos desde muito jovem, em várias ocasiões foi acusado por abuso de liberdade de imprensa devido aos seus textos e críticas contra a família real, chegando a ser preso, mantido na Fazenda Pública de Sintra e em Vila Real de Santo António, e os seus jornais suspensos ou até mesmo proibidos. 
Anos mais tarde, foi novamente preso, na sequência da tentativa revolucionária de 28 de janeiro de 1908, exilando-se em Espanha após cumprir a sua pena. Regressou a Portugal somente com a implantação da República Portuguesa, sendo pouco depois eleito deputado em 1911, ingressando no grupo Democrático, liderado por Afonso Costa. Durante a Primeira República, o seu periódico O Mundo tornou-se no órgão oficioso da ala esquerda republicana.

### Maçonaria
Foi iniciado na Maçonaria em 1901, na Loja Montanha, de Lisboa, com o nome simbólico de Fraternidade. Transitou depois para a Loja Justiça e, em 1905, para a Loja O Futuro, da qual foi Venerável Mestre, ambas também de Lisboa e todas afectas ao Grande Oriente Lusitano. Posteriormente, em 1914, atingiu o Grau 7.° do Rito Francês.

### Morte
Faleceu, vítima de tuberculose, num sanatório em Davos-Platz, Suíça, a 5 de novembro de 1915. Encontra-se sepultado no Cemitério do Alto de São João, em Lisboa.

## Homenagens e Legado

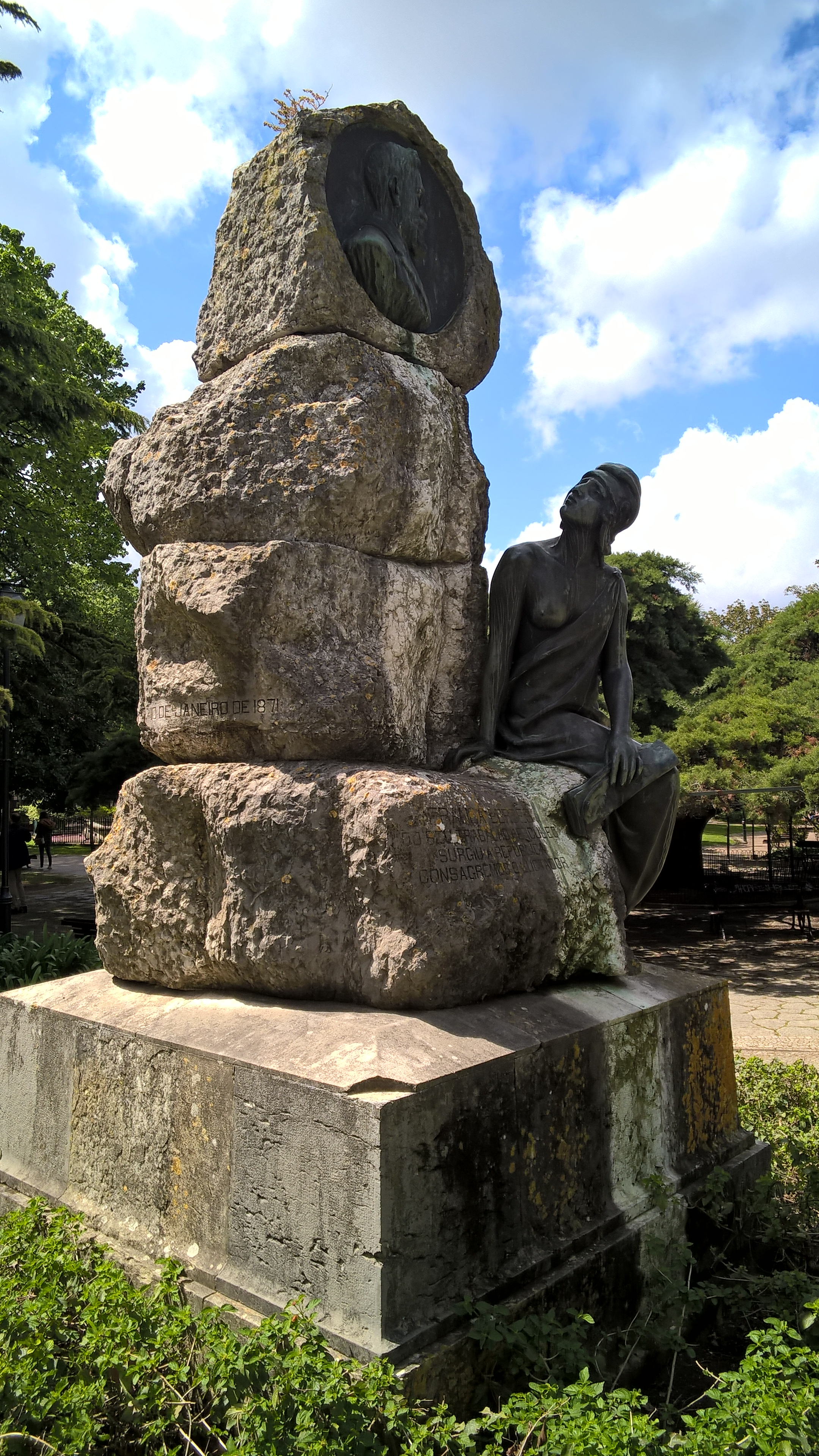
Monumento a França Borges na Praça do Príncipe Real, Lisboa

Ainda em vida, em 1913 foi representado na obra O Sufrágio do pintor Veloso Salgado. Alusiva à vitória do Partido Republicano Português nas eleições autárquicas de 1908, a pintura a óleo retrata as alegorias do Sufrágio e da República liderando a multidão pelo Largo do Município de Lisboa. Entre as figuras conhecidas da sociedade portuguesa do início do século XX encontram-se quatro futuros Presidentes da República Portuguesa, Manuel de Arriaga, Teófilo Braga, Bernardino Machado e António José de Almeida, entre vários deputados e políticos influentes e marcantes da Primeira República. O quadro encontra-se actualmente no espólio do Museu de Lisboa.
Postumamente, Francisco de Almeida Grandella homenageou o seu amigo atribuindo o seu nome a uma escola primária, localizada em Nadadouro, concelho de Caldas da Rainha.
Em 1925 foi construído um jardim com o seu nome (Jardim França Borges) na Praça do Príncipe Real, em Lisboa. No seu centro, e em sua homenagem, foi também erigido um monumento que retrata o político e jornalista português, da autoria do escultor Maximiano Alves, onde a figura feminina da República o observa. Gravado na base do monumento encontra-se a inscrição: “Do seu trabalho hercúleo / Surgiu a República / Consagremos o lutador.”
O seu nome é lembrado na toponímia de diversas localidades portuguesas, tais como em Almada (freguesia de Charneca de Caparica), Vila Franca de Xira (lugar da Quinta da Piedade, freguesia de Póvoa de Santa Iria), Torres Vedras, Barreiro (freguesia de Lavradio) ou ainda na sua terra natal de Sobral do Monte Agraço.